# Wahlen 2013
◄◄ | ◄ | 2009 | 2010 | 2011 | 2012 | Wahlen 2013 | 2014 | 2015 | 2016 | 2017 | ► | ►►

Weitere Ereignisse

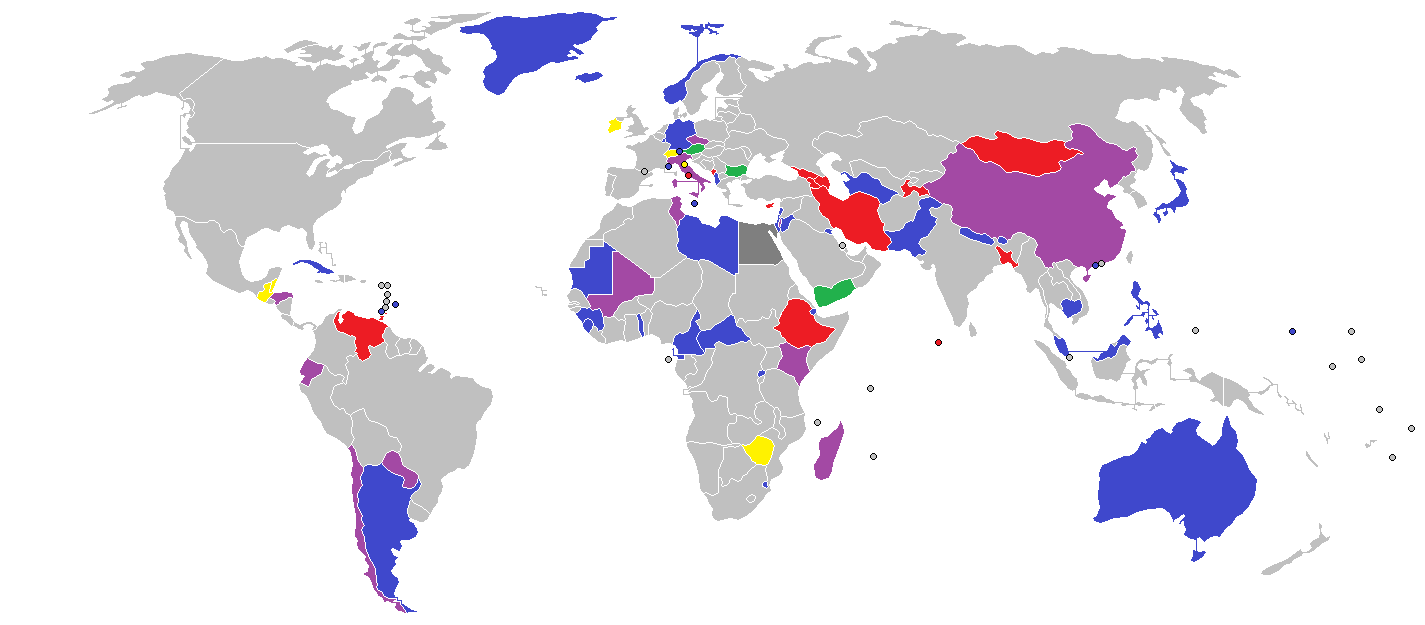
Nationale Wahlen 2013 weltweit

Die hier aufgeführten Wahlen und Referenden haben im Jahr 2013 stattgefunden bzw. sollten stattfinden. Bei weitem nicht alle aufgeführten Wahlen wurden nach international anerkannten demokratischen Standards durchgeführt. Diese Liste enthält auch Scheinwahlen in Diktaturen ohne Alternativkandidaten, Wahlen, bei denen die konkurrierenden Kandidaten oder Parteien keinen fairen, gleichrangigen Zugang zu den Massenmedien hatten und Wahlen, bei denen Wahlbetrug praktiziert wurde.
Aufgrund der großen Zahl der Wahlen, die jedes Jahr in Staaten oder Gebietskörperschaften von Staaten durchgeführt werden, kann die Liste keinen Anspruch auf Vollständigkeit erheben.

## Termine
| Land                                 | Datum             | Wahl 2013 | letzte Wahl | Bemerkung |
| Land                                 | Datum             | Wahl 2013 | letzte Wahl | Bemerkung |
| ------------------------------------ | ----------------- | --- | ----------- | --- |
| Tschechien                           | 11. Jan.          | Präsidentschaftswahl in Tschechien                                                                                     |             | erste Direktwahl des Präsidenten in der Geschichte des Landes                                                   |
| Deutschland                          | 17.–30. Jan.      | Volksbegehren „Nein zu Studiengebühren in Bayern“                                                                      |             | [ 1 ] |
| Deutschland                          | 20. Jan.          | Landtagswahl in Niedersachsen                                                                                          | 2008        | |
| Österreich                           | 20. Jan.          | Volksbefragung zur Wehrpflicht in Österreich                                                                           |             | [ 2 ] |
| Israel                               | 22. Jan.          | Parlamentswahl in Israel                                                                                               | 2009        | [ 3 ] [ 4 ] [ 5 ]                                                                                               |
| Jordanien                            | 23. Jan.          | Parlamentswahl in Jordanien                                                                                            |             | [ 6 ] |
| Tschechien                           | 25.–26. Jan.      | Stichwahl der Präsidentschaftswahl in Tschechien                                                                       |             | erste Direktwahl des Präsidenten in der Geschichte des Landes                                                   |
| Bulgarien                            | 27. Jan.          | Atomkraft-Referendum in Bulgarien                                                                                      |             | [ 8 ] [ 9 ] [ 10 ] [ 11 ]                                                                                       |
| Liechtenstein                        | 3. Feb.           | Landtagswahl in Liechtenstein                                                                                          | 2009        | [ 12 ] |
| Kuba                                 | 3. Feb.           | Parlamentswahl in Kuba                                                                                                 | 2008        | [ 13 ] [ 14 ] [ 15 ]                                                                                            |
| Monaco                               | 10. Feb.          | Parlamentswahl in Monaco                                                                                               |             | [ 16 ] |
| Trinidad und Tobago                  | 15. Feb.          | Präsidentschaftswahl in Trinidad und Tobago                                                                            |             | [ 17 ] |
| Ecuador                              | 17. Feb.          | Präsidentschafts- und Parlamentswahl in Ecuador                                                                        | 2009        | [ 18 ] |
| Zypern                               | 17. Feb.          | Präsidentschaftswahl in Zypern                                                                                         | 2008        | [ 19 ] [ 20 ]                                                                                                   |
| Armenien                             | 18. Feb.          | Präsidentschaftswahl in Armenien                                                                                       |             | [ 21 ] |
| Grenada                              | 19. Feb.          | Parlamentswahl in Grenada                                                                                              |             | |
| Barbados                             | 21. Feb.          | Parlamentswahl in Barbados                                                                                             | 2008        | |
| Dschibuti                            | 22. Feb.          | Parlamentswahl in Dschibuti                                                                                            | 2008        | [ 22 ] |
| Zypern                               | 24. Feb.          | Stichwahl der Präsidentschaftswahl in Zypern                                                                           | 2008        | [ 23 ] |
| Italien                              | 24.–25. Feb.      | Parlamentswahlen in Italien                                                                                            | 2008        | [ 24 ] [ 25 ] [ 26 ]                                                                                            |
| Italien                              | 24.–25. Feb.      | Regionalwahlen in der Lombardei, in Latium und in Molise                                                               | 2010        | |
| Schweiz                              | 3. März           | Volksabstimmungen in der Schweiz                                                                                       |             | [ 28 ] [ 29 ]                                                                                                   |
| Österreich                           | 3. März           | Landtagswahl in Kärnten                                                                                                | 2009        | |
| Österreich                           | 3. März           | Landtagswahl in Niederösterreich                                                                                       | 2008        | |
| Kenia                                | 4. März           | Präsidentschafts- und Parlamentswahl in Kenia                                                                          | 2007        | [ 30 ] [ 31 ] [ 32 ]                                                                                            |
| Föderierte Staaten von Mikronesien   | 5. März           | Parlamentswahl in Mikronesien                                                                                          |             | [ 33 ] |
| Malta                                | 9. März           | Parlamentswahl in Malta                                                                                                | 2008        | [ 34 ] |
| Falklandinseln                       | 10. März–11. März | Referendum zum politischen Status der Falklandinseln                                                                   |             | |
| Grönland                             | 12. März          | Parlamentswahl in Grönland                                                                                             |             | [ 35 ] |
| Heiliger Stuhl (in der Vatikanstadt) | 12. März–13. März | Konklave 2013 | 2005        | [ 36 ] |
| Simbabwe                             | 16. März          | Verfassungsreferendum in Simbabwe                                                                                      |             | [ 37 ] [ 38 ] [ 39 ] [ 40 ] [ 41 ]                                                                              |
| Frankreich                           | 7. April          | Referendum über die Schaffung einer elsässischen Gebietskörperschaft                                                   |             | [ 42 ] [ 43 ] [ 44 ]                                                                                            |
| Montenegro                           | 7. April          | Präsidentschaftswahl in Montenegro                                                                                     | 2008        | [ 45 ] |
| Venezuela                            | 14. April         | Präsidentschaftswahl in Venezuela                                                                                      | 2012        | [ 46 ] |
| Kroatien                             | 14. April         | Wahl zum Europäischen Parlament in Kroatien                                                                            | erstmals    | |
| Österreich                           | 15.–22. April     | Volksbegehren gegen Kirchenprivilegien in Österreich                                                                   |             | [ 47 ] |
| Irak                                 | 20. April         | Regionalwahlen im Irak                                                                                                 |             | [ 48 ] [ 49 ]                                                                                                   |
| Paraguay                             | 21. April         | Parlamentswahl in Paraguay, Präsidentschaftswahl in Paraguay                                                           |             | [ 50 ] |
| Schweiz                              | 21. April         | Stadtratswahl in Zürich                                                                                                |             | [ 51 ] |
| Italien                              | 21.–22. April     | Regionalwahl in Friaul-Julisch Venetien                                                                                | 2008        | |
| Französisch-Polynesien               | 25. April         | Parlamentswahl in Französisch-Polynesien 1. Runde                                                                      |             | [ 52 ] |
| Island                               | 27. April         | Parlamentswahl in Island                                                                                               | 2009        | [ 53 ] [ 54 ]                                                                                                   |
| Österreich                           | 28. April         | Landtagswahl in Tirol                                                                                                  | 2008        | |
| Vereinigtes Königreich               | 2. Mai            | Kommunalwahlen im Vereinigten Königreich                                                                               |             | |
| Französisch-Polynesien               | 5. Mai            | Parlamentswahl in Französisch-Polynesien 2. Runde                                                                      |             | [ 55 ] |
| Malaysia                             | 5. Mai            | Parlamentswahl in Malaysia                                                                                             |             | [ 56 ] |
| Malaysia                             | 5. Mai            | Regionalwahl in Malaysia                                                                                               |             | [ 57 ] |
| Österreich                           | 5. Mai            | Landtagswahl in Salzburg                                                                                               | 2009        | |
| Pakistan                             | 11. Mai           | Parlamentswahl in Pakistan                                                                                             | 2008        | [ 58 ] [ 59 ] [ 60 ] [ 61 ] [ 62 ]                                                                              |
| Bulgarien                            | 12. Mai           | Parlamentswahl in Bulgarien                                                                                            |             | [ 63 ] |
| Philippinen                          | 13. Mai           | Parlamentswahl auf den Philippinen                                                                                     |             | |
| Philippinen                          | 13. Mai           | Kommunalwahl auf den Philippinen                                                                                       |             | |
| Deutschland                          | 26. Mai           | Kommunalwahlen in Schleswig-Holstein                                                                                   | 2008        | [ 64 ] [ 65 ]                                                                                                   |
| Italien                              | 26.–27. Mai       | Kommunalwahlen in Italien                                                                                              |             | [ 66 ] |
| Lettland                             | 1. Juni           | Kommunalwahlen in Lettland                                                                                             |             | [ 67 ] |
| Nauru                                | 8. Juni           | Parlamentswahl in Nauru                                                                                                |             | [ 68 ] |
| Italien                              | 9.–10. Juni.      | Kommunalwahlen in Italien (Stichwahl)                                                                                  |             | [ 69 ] |
| Schweiz                              | 9. Juni           | Volksabstimmungen in der Schweiz                                                                                       |             | [ 70 ] [ 71 ] [ 72 ] [ 73 ] [ 74 ] [ 75 ] [ 76 ] [ 77 ] [ 78 ] [ 79 ] [ 80 ] [ 81 ] [ 82 ] [ 83 ] [ 84 ] [ 85 ] |
| Iran                                 | 14. Juni          | Präsidentschaftswahl im Iran 1. Runde                                                                                  | 2009        | [ 86 ] |
| Albanien                             | 23. Juni          | Parlamentswahl in Albanien                                                                                             |             | [ 87 ] |
| Japan                                | 23. Juni          | Parlamentswahl in der Präfektur Tokio                                                                                  | 2009        | |
| Mongolei                             | 26. Juni          | Präsidentschaftswahl in der Mongolei                                                                                   |             | [ 88 ] [ 89 ] [ 90 ] [ 91 ] [ 92 ]                                                                              |
| Mexiko                               | 7. Juli           | Regionalwahlen in Mexiko                                                                                               |             | [ 93 ] |
| Bhutan                               | 13. Juli          | zweite Runde der Parlamentswahl in Bhutan                                                                              | 2008        | [ 94 ] [ 95 ] [ 96 ] [ 97 ] [ 98 ] [ 99 ] [ 100 ]                                                               |
| Japan                                | 21. Juli          | Sangiin-Wahl | 2010        | [ 101 ] |
| Togo                                 | 25. Juli          | Parlamentswahl in Togo                                                                                                 |             | [ 102 ] [ 103 ] [ 104 ]                                                                                         |
| Kuwait                               | 27. Juli          | Parlamentswahl in Kuwait                                                                                               | Dez. 2012   | |
| Nordzypern                           | 28. Juli          | Parlamentswahl in Nordzypern                                                                                           |             | |
| Kambodscha                           | 28. Juli          | Parlamentswahl in Kambodscha                                                                                           |             | |
| Mali                                 | 28. Juli          | Präsidentschaftswahl in Mali                                                                                           | 2007        | |
| Pakistan                             | 30. Juli          | Präsidentschaftswahl in Pakistan                                                                                       |             | |
| Simbabwe                             | 31. Juli          | Parlaments- und Präsidentschaftswahl in Simbabwe                                                                       | 2008        | |
| Mali                                 | 11. Aug.          | Stichwahl der Präsidentschaftswahl in Mali                                                                             |             | |
| Australien                           | 7. Sep.           | Parlamentswahl in Australien                                                                                           | 2010        | |
| Malediven                            | 7. Sep.           | Präsidentschaftswahl auf den Malediven                                                                                 |             | [ 105 ] |
| Russland                             | 8. Sep.           | Gouverneurswahlen, Wahlen des Staatsoberhauptes in verschiedenen Teilrepubliken, sowie Oberbürgermeisterwahl in Moskau |             | |
| Norwegen                             | 9. Sep.           | Parlamentswahl in Norwegen                                                                                             | 2009        | [ 106 ] [ 107 ]                                                                                                 |
| Deutschland                          | 15. Sep.          | Landtagswahl in Bayern                                                                                                 | 2008        | [ 108 ] |
| Macau                                | 15. Sep.          | Parlamentswahl in Macao                                                                                                |             | [ 109 ] |
| Ruanda                               | 16. Sep.          | Parlamentswahl in Ruanda                                                                                               | 2008        | [ 110 ] [ 111 ]                                                                                                 |
| Swasiland                            | 20. Sep.          | Parlamentswahl in Swasiland                                                                                            |             | [ 112 ] |
| Deutschland                          | 22. Sep.          | Bundestagswahl | 2009        | [ 108 ] |
| Deutschland                          | 22. Sep.          | Landtagswahl in Hessen                                                                                                 | 2009        | |
| Schweiz                              | 22. Sep.          | Volksabstimmungen in der Schweiz                                                                                       |             | [ 113 ] [ 114 ]                                                                                                 |
| Aruba                                | 27. Sep.          | Parlamentswahl in Aruba                                                                                                |             | [ 115 ] |
| Guinea                               | 28. Sep.          | Parlamentswahl in Guinea                                                                                               |             | [ 116 ] |
| Österreich                           | 29. Sep.          | Nationalratswahl | 2008        | [ 117 ] |
| Portugal                             | 29. Sep.          | Kommunalwahl in Portugal                                                                                               |             | [ 118 ] [ 119 ] [ 120 ]                                                                                         |
| Kamerun                              | 30. Sep.          | Kommunalwahl in Kamerun                                                                                                |             | [ 121 ] [ 122 ] [ 123 ] [ 124 ] [ 125 ] [ 126 ]                                                                 |
| Kamerun                              | 30. Sep.          | Parlamentswahl in Kamerun                                                                                              | 2007        | [ 127 ] [ 128 ] [ 129 ] [ 130 ] [ 131 ] [ 132 ]                                                                 |
| Dominica                             | 30. Sep.          | Präsidentschaftswahl in Dominica                                                                                       | 2009 \|     | |
| Irland                               | 4. Okt.           | Referendum in Irland                                                                                                   |             | [ 134 ] |
| Äthiopien                            | 8. Okt.           | Präsidentschaftswahl in Äthiopien                                                                                      |             | [ 135 ] |
| Aserbaidschan                        | 9. Okt.           | Präsidentschaftswahl in Aserbaidschan                                                                                  |             | [ 136 ] [ 137 ]                                                                                                 |
| Jemen                                | 15. Okt.          | Verfassungsreferendum im Jemen                                                                                         |             | [ 138 ] |
| Luxemburg                            | 20. Okt.          | Kammerwahl in Luxemburg                                                                                                | 2009        | [ 139 ] [ 140 ]                                                                                                 |
| Malediven                            | 20. Okt.          | Präsidentschaftswahl auf den Maledivien                                                                                |             | Wahlwiederholung wegen angeblichen Wahlbetrugs (wurde von der Polizei verhindert)                               |
| Madagaskar                           | 25. Okt.          | Präsidentschaftswahl in Madagaskar 1. Wahlgang                                                                         | 2006        | bereits mehrfach verschobener Termin                                                                            |
| Tschechien                           | 25.–26. Okt.      | Wahl zum Abgeordnetenhaus                                                                                              | 2010        | Vorgezogene Wahl                                                                                                |
| Argentinien                          | 27. Okt.          | Parlamentswahlen in Argentinien                                                                                        |             | [ 143 ] |
| Georgien                             | 27. Okt.          | Präsidentschaftswahl in Georgien                                                                                       |             | |
| Italien                              | 27. Okt.          | Landtagswahl in Südtirol                                                                                               |             | |
| Südsudan                             | Okt. 2013         | Referendum über den Status der Region Abyei                                                                            |             | [ 144 ] [ 145 ] [ 146 ] [ 147 ] [ 148 ] [ 149 ] [ 150 ] [ 151 ] [ 152 ] [ 153 ] [ 154 ]                         |
| Kosovo                               | 3. Nov.           | Kommunalwahlen im Kosovo                                                                                               |             | [ 155 ] [ 156 ]                                                                                                 |
| Nördliche Marianen                   | 5. Nov.           | Parlamentswahl auf den Nördlichen Marianen                                                                             |             | [ 157 ] |
| Tadschikistan                        | 6. Nov.           | Präsidentschaftswahl in Tadschikistan                                                                                  |             | [ 158 ] [ 159 ] [ 160 ]                                                                                         |
| Falklandinseln                       | 7. Nov.           | Parlamentswahl auf den Falklandinseln                                                                                  |             | [ 161 ] |
| Malediven                            | 16. Nov.          | Präsidentschaftswahl auf den Malediven                                                                                 |             | |
| Nigeria                              | 16. Nov.          | Gouverneurswahl in Anambra                                                                                             |             | [ 162 ] |
| Chile                                | 17. Nov.          | Präsidentschafts- und Parlamentswahl in Chile                                                                          | 2009/2010   | [ 163 ] |
| Italien                              | 17. Nov.          | Regionalwahl in der Basilikata                                                                                         | 2010        | |
| Nepal                                | 19. Nov.          | Parlamentswahl in Nepal                                                                                                |             | [ 164 ] [ 165 ] [ 166 ] [ 167 ] [ 168 ]                                                                         |
| Mauretanien                          | 23. Nov.          | Parlamentswahl in Mauretanien 1. Wahlgang                                                                              |             | [ 169 ] |
| Honduras                             | 24. Nov.          | Parlamentswahl in Honduras                                                                                             |             | [ 170 ] [ 171 ] [ 172 ]                                                                                         |
| Schweiz                              | 24. Nov.          | Volksabstimmungen in der Schweiz                                                                                       |             | [ 173 ] [ 174 ]                                                                                                 |
| Kroatien                             | 1. Dez.           | Referendum über die verfassungsrechtliche Definition der Ehe in Kroatien 2013                                          |             | [ 175 ] [ 176 ] [ 177 ]                                                                                         |
| Mauretanien                          | 7. Dez.           | Parlamentswahl in Mauretanien 2. Wahlgang                                                                              |             | [ 178 ] |
| Indien                               | 8. Dez.           | Regionalwahlen in Indien                                                                                               |             | [ 179 ] [ 180 ] [ 181 ] [ 182 ]                                                                                 |
| Venezuela                            | 8. Dez.           | Kommunalwahl in Venezuela                                                                                              |             | [ 183 ] [ 184 ] [ 185 ]                                                                                         |
| Chile                                | 15. Dez.          | Präsidentschaftswahl in Chile 2. Wahlgang                                                                              |             | [ 186 ] |
| Mali                                 | 15. Dez.          | 2. Runde der Parlamentswahl in Mali                                                                                    |             | [ 187 ] [ 188 ] [ 189 ]                                                                                         |
| Turkmenistan                         | 15. Dez.          | Parlamentswahl in Turkmenistan                                                                                         |             | [ 190 ] |
| Madagaskar                           | 20. Dez.          | Präsidentschaftswahl in Madagaskar 2. Wahlgang                                                                         | 2006        | [ 142 ] |
| Madagaskar                           | 20. Dez.          | Parlamentswahl in Madagaskar                                                                                           | 2007        | bereits mehrfach verschobener Termin                                                                            |
| Japan                                | 2013              | Gouverneurswahlen in Japan                                                                                             |             | |

### Wahlen zu mehreren Terminen
| Staat       | Staat   | Wahl/Abstimmung                     | Kategorie                    |
| ----------- | ------- | ----------------------------------- | ---------------------------- |
| Deutschland | Sachsen | Bürgermeisterwahlen in Sachsen 2013 | Bürgermeisterwahl in Sachsen |